# Campionato italiano di calcio da tavolo 2012
Il trentottesimo campionato italiano di calcio da tavolo venne organizzato dalla F.I.S.C.T. a Chianciano Terme nel 2012.
Sono stati assegnati 6 titoli:
- Open
- Cadetti
- Veterans (Over40)
- Under19
- Under15
- Under12
- Femminile

## Risultati

### Cat. Open

#### Quarti di Finale
- Saverio Bari 2 - 0 Luca Capellacci
- Emanuele Licheri 2 - 3 Ferdinando Gasparini
- Daniele Bertelli 2 - 1 Massimo Bolognino
- Giancarlo Giulianini 7 - 6 Massimiliano Nastasi

#### Semifinali
- Saverio Bari 3 - 2 Ferdinando Gasparini
- Daniele Bertelli  3 - 1 Giancarlo Giulianini

#### Finale
- Saverio Bari 4 - 3 Daniele Bertelli

### Cat. Cadetti

#### Quarti di Finale
- Stefano Bacchin 1 - 2 Patrizio Lazzaretti
- Vincenzo Riccio 3 - 1  Simone Trivelli
- Pasquale Torano 1 - 0 Carlo Alessi
- Daniele Della Monaca 0 - 5 Cesare Santanicchia

#### Semifinali
- Patrizio Lazzaretti 3 - 2 Vincenzo Riccio
- Pasquale Torano 2 - 1 Cesare Santanicchia

#### Finale
- Pasquale Torano 2 - 1 Patrizio Lazzaretti

### Cat. Veteran

#### Quarti di Finale
- Jacopo Feletti 0 - 1 Fabio Belloni
- Massimo Ciano 2 - 3 A De Francesco
- Francesco Mattiangeli 4 - 1 Livio Cerullo
- Gianfranco Calonico 2 - 3 Massimiliano Schiavone

#### Semifinali
- Fabio Belloni 0 - 2 Stefano De Francesco
- Francesco Mattiangeli 1 - 0 Massimiliano Schiavone

#### Finale
- Stefano De Francesco 1 - 0 Francesco Mattiangeli

### Cat. Under 19

#### Semifinali
- Luca Zambello 0 - 2 Luigi Di Vito
- Luca Colangelo 3 - 1 Luca Battista

#### Finale
- Luca Colangelo 0 - 2 Luigi Di Vito

### Cat. Under 15

#### Semifinali
- Matteo Ciccarelli 2 - 5 Claudio Panebianco
- Paolo Zambello 0 - 1 Andrea Ciccarelli

#### Finale
- Claudio Panebianco 2 - 1 Andrea Ciccarelli

### Cat. Under 12

#### Semifinali
- Nicola Borgo 4 - 2 Andrea Zangla
- Marco Di Vito 5 - 0  Matteo Brillantino

#### Finale
- Marco Di Vito 3 - 2 Nicola Borgo

### Cat. Ladies

#### Finale
- Eleonora Buttitta 2 - 0 Valentina Bartolini